# Cerastis lata
Cerastis lata är en fjärilsart som beskrevs av Otto Staudinger 1892. Cerastis lata ingår i släktet Cerastis och familjen nattflyn. Inga underarter finns listade i Catalogue of Life.